# Giannis Papadimitriou
Giannis Papadimitriou (Γιάννης Παπαδημητρίου:Chalkida, 15 de Junho de 1976) é um ex-futebolista profissional grego, atuou como zagueiro, foi o capitão da equipe Skoda Xanthi no campeonato grego, seu segundo clube desde 1995.
Começou sua carreira no Chalkida, atuando em duas temporadas, em 1995 fez transferência para o clube trácio Skoda Xanthi, atuando até 2010, Ele fez 325 partidas oficiais entre liga e copa nacional, e apenas quatro gols.